# Neoempheria subproxima
Neoempheria subproxima är en tvåvingeart som beskrevs av Zaitzev 2001. Neoempheria subproxima ingår i släktet Neoempheria och familjen svampmyggor. Inga underarter finns listade i Catalogue of Life.